# 吴作
吴作（1908年—1997年），安徽泾县人，中华人民共和国政治人物。
画家及中央美术学院教授兼教务长。1954年，当选第一届全国人民代表大会代表。